# Bulgari Hotels & Resorts
Bulgari Hotels & Resorts, Bvlgari Hotels & Resorts – amerykańska sieć hoteli pięciogwiazdkowych (*****) należąca do grupy Marriott International. Do sieci należy siedem hoteli z łącznie 603 pokojami (31 grudnia 2021).

## Historia
Sieć założona w 2001 jako joint venture sieci hotelowej Marriott International z włoską spółką Bulgari S.p.A.. Pierwszy hotel Bulgari powstał w Mediolanie, we Włoszech. Na 2022 rok planowano otwarcie hotelu Bulgari Hotel & Residences Moscow w Moskwie, w Rosji. W 2023 w Tokio, w Japonii otwarto Bulgari Hotel Tokyo, gdzie znajduje się obecnie największy sklep Bulgari na świecie.

## Hotele
Do sieci należy dziewięć hoteli na całym świecie, w tym cztery hotele w Europie. W Polsce nie występują hotele Bulgari (10 lutego 2023).

### Azja & Oceania
- Chiny

| • Bulgari Hotel Beijing | • Bulgari Hotel Shanghai |

- Indonezja
  - Bulgari Resort Bali

- Japonia

- Bulgari Hotel Tokyo

### Bliski Wschód & Afryka
- Zjednoczone Emiraty Arabskie

- Bulgari Resort Dubai

### Europa
- Francja: Paryż Bulgari Hotel Paris
- Wielka Brytania: Londyn Bulgari Hotel London
- Włochy: Mediolan Bulgari Hotel Milano, Rzym Bulgari Hotel Roma

### Planowane hotele
W roku 2025 planuje się otwarcie hotelu w Stanach Zjednoczonych, w Miami Beach Bulgari Hotel Miami Beach oraz na Malediwach Bulgari Resort Ranfushi. Rok później planuje się otwarcie Bulgari Resort Los Angeles w Los Angeles.